# Piper dumosum
Piper dumosum är en pepparväxtart som beskrevs av Edward Rudge. Piper dumosum ingår i släktet Piper och familjen pepparväxter. Inga underarter finns listade i Catalogue of Life.